# Роза війни
Роза Воєн — історичний, політичний та етичний трактат, який написав лікар П'єр Шойне близько 1482 року. Він був призначений для дофіна, майбутнього короля Франції Карл VIII.

## Принципи Рози воєн
У ньому містяться поради щодо благочестя, але також і справжня етика:
- «Якщо гордість ходить попереду, сором та шкода слідують поруч».
- «Кожен, якщо він придивиться і розгляне весь час свого життя, виявить, що у нього було більше клопотів, ніж відпочинку».
- «Найвеличніше — це знати, як підкорити собі свою волю, яка править світом».

Також є поради уряду:
- «Король нагадує велику ріку, з якої течуть маленькі річки та струмки, і якщо вона буде солодкою і прозорою, маленькі річки та струмки будуть чистими і солодкими, а якщо вона буде грубою і брудною, вони будуть грубими і брудними».
- «Король повинен думати про стан свого народу і відвідувати його так само часто, як хороший садівник відвідує свій сад».
- «Тонкість краща за силу».